# Gerd Kerper
Gerd Kerper (* 21. November 1960 in Löbau) ist ein ehemaliger deutscher Fußballspieler. In der höchsten Spielklasse des DDR-Fußballs, der Oberliga, spielte er für die BSG Stahl Riesa.

## Sportliche Laufbahn
In insgesamt sechs Spieljahren der höchsten Spielklasse des DDR-Fußballs zwischen 1979/80 und 1987/88 kam der Mittelfeldspieler auf 102 Einsätze für die BSG Stahl Riesa, der er seit 1976 angehörte. In diesen Partien gelangen dem 1,78 Meter großen gelernten Instandhaltungsmechaniker – der zwischen 1979 und 1981 aufgrund seiner NVA-Einberufung Stahl nicht zur Verfügung stand, sondern für die ASG Vorwärts Kamenz auflief – zwei Tore. 1978/79 noch für das Nachwuchsoberligaaufgebot nominiert, wurde er für die Folgesaison ins Erstligateam hochgezogen. Er debütierte vor seiner Armeezeit am 29. August 1979 – einem Mittwoch, da der 3. Spieltag der Saison 1979/80 unter der Woche ausgetragen wurde – bei der 0:5-Auswärtsniederlage gegen den FC Vorwärts Frankfurt (Oder) in der Oberliga. Kerper wurde beim Stand von 0:3 eine halbe Stunde vor Schluss für Dietmar Jentzsch eingewechselt. Kurze Zeit später spielte er innerhalb der Armeesportvereinigung Vorwärts für das Team aus Kamenz.
Nachdem die BSG Stahl 1981 den Gang in die Zweitklassigkeit antreten musste, gehörte Kerper 1982/83 zur Stammformation der Sachsen, die den Oberligawiederaufstieg realisieren konnten. In der Aufstiegsrunde erzielte er in acht Partien drei Tore für die Stahl-Elf. Auch im Vorjahr hatte Stahl den Staffelsieg errungen, war aber im Rennen um einen Platz im Oberhaus leer ausgegangen. 
Kerper, der Ende der 1980er-Jahre dann als Student zum Oberligakader zählte, blieb den Riesaern auch nach dem erneuten Oberligaabstieg 1988 in die zweitklassigen Liga erhalten. Ebenso lief Kerper nach der Zusammenführung von ost- und westdeutschem Fußball weiter für den früheren ostdeutschen Erstligisten in der nun drittklassigen NOFV-Amateur-Oberliga auf. In der Premierensaison der Amateur-Oberliga im NOFV-Bereich gehörte Kerper mit 33 Einsätzen weiterhin zu den Stammkräften. Im Folgejahr verlor sich nach sieben Einsätzen über 90 Minuten zu Saisonbeginn seine Spur sowohl im Rieser Aufgebot als auch im höherklassigen Fußball.

## Trivia
Sein jüngerer Bruder Frank war bei der BSG Stahl Riesa ebenfalls in Oberliga und Liga aktiv.